# Jimmy Duquennoy
Jimmy Duquennoy (Doornik, 9 juni 1995 – Wez-Velvain, 5 oktober 2018) was een Belgisch wielrenner die anno 2018 reed voor WB Aqua Protect Veranclassic.

## Carrière
In 2015 werd Duquennoy onder meer zevende in zowel Parijs-Roubaix voor beloften als in Dwars door de Vlaamse Ardennen. In 2016 werd hij negende in de Memorial Philippe Van Coningsloo en tiende in de Arnhem-Veenendaal Classic.
Doordat zijn ploeg een stap hogerop deed werd Duquennoy in 2017 prof.

## Overlijden
Duquennoy overleed in 2018 onverwacht aan een hartstilstand.

## Resultaten in voornaamste wedstrijden
|      | \| Jaar \| Gent-Wevelgem \| Parijs-Roubaix \| \| ---- \| ------------- \| -------------- \| \| 2017 \| opgave \| \| \| 2018 \| 86e \| 56e \| |                |
| Jaar | Gent-Wevelgem | Parijs-Roubaix |
| 2017 | opgave |                |
| 2018 | 86e | 56e            |

## Ploegen
- 2015 –  Color Code-Aquality Protect
- 2016 –  Wallonie Bruxelles-Group Protect
- 2017 –  WB Veranclassic Aqua Protect
- 2018 –  WB Aqua Protect Veranclassic

De Winter · Delfosse · Dernies · Deruette · Duquennoy · Habeaux · Ista · Jans · Jules · Kirsch · Masson · Naesen · Pardini · Peyskens · Robeet · Spengler · Stassen · Vantomme · Warnier · Mortier (stagiair) · Taminiaux (stagiair)
De Winter · Dehaes · Delfosse · Deruette · Duquennoy · Habeaux · Ista · Jules · Kirsch · Lietaer · Masson · Mortier · Peyskens · Robeet · Six · Spengler · Stassen · Vantomme · Warnier